# Acanthoptilum album
Acanthoptilum album is een Pennatulaceasoort uit de familie van de Virgulariidae. De wetenschappelijke naam van de soort is voor het eerst geldig gepubliceerd in 1909 door Nutting.